# Natalia Barbusińska
Natalia Barbusińska (ur. 18 kwietnia 1999 r. w Szczecinie) – polska bokserka, wielokrotna mistrzyni Polski, srebrna medalistka młodzieżowych mistrzostw Europy brązowa medalistka mistrzostw Europy U22. Uczestniczka VII Światowych Wojskowych Igrzysk Sportowych w Wuhan. Członkini Kadry Narodowej Kobiet w boksie. 

## Kariera
Pierwszy sukces nastąpił podczas mistrzostw Polski juniorów w 2014 roku w kategorii do 66 kg. W finale pokonała przez techniczny nokaut w drugiej rundzie Aleksandrę Gorzkiewicz. W następnej edycji obroniła tytuł juniorskiej mistrzyni kraju. Podczas mistrzostw Europy juniorów w 2015 roku odpadła w pierwszej walce z Bułgarką Aslahan Mahmedową. Rok później w Ordu dotarła do ćwierćfinału, ale tam przegrała jednogłośnie z aktualną wówczas mistrzynią świata, Włoszką Angelą Carini. W 2017 roku zdobyła swój pierwszy srebrny medal młodzieżowych mistrzostw Europy. W finale kategorii do 69 kg lepsza okazała się Angielka Olivia Hussey, lecz walka ta niosła wiele kontrowersji. Cztery miesiące później na swoich  pierwszych młodzieżowych mistrzostwach świata w Guwahati przegrała na punkty w ćwierćfinale z Ukrainką Natalią Meleszko.
W 2018 roku na mistrzostwach świata w Nowym Delhi odpadła w pierwszej walce z rywalizacji do 64 kg. W pierwszym pojedynku przegrała z Chinką która później została Mistrzynią świata. Dou Dan.